# Bournègue
La Bournègue (en occitan Bornega) est une  rivière du sud de la France c'est un affluent du Dropt donc un sous-affluent de la Garonne.

## Géographie
De 20,3 km de longueur, la Bournègue est une rivière qui prend sa source sur la commune de Nojals-et-Clotte en Dordogne et se jette dans le Dropt en rive droite sur la commune de Saint-Quentin-du-Dropt en Lot-et-Garonne.

### Départements et communes traversés
- Lot-et-Garonne : Doudrac, Cavarc, Saint-Quentin-du-Dropt.
- Dordogne : Sainte-Radegonde, Faurilles, Saint-Léon-d'Issigeac, Sainte-Sabine-Born, Nojals-et-Clotte.

### Principaux affluents
- Le Rieutord : 3,3 km
- Le Pissarot : 2,3 km
- Le Pontillou : 4,4 km
- Ruisseau de Roumanou : 2,8 km

### Organisme gestionnaire
Le bassin de la Bournègue est couvert par le schéma d'aménagement et de gestion des eaux (SAGE) « Dropt ». Ce document de planification , dont le territoire correspond au bassin versant du Dropt, d'une superficie de 1 522 km2, a été approuvé le 13 janvier 2022. La structure porteuse de l'élaboration et de la mise en œuvre est le syndicat mixte EPIDROPT.